# Kiva (cràter)

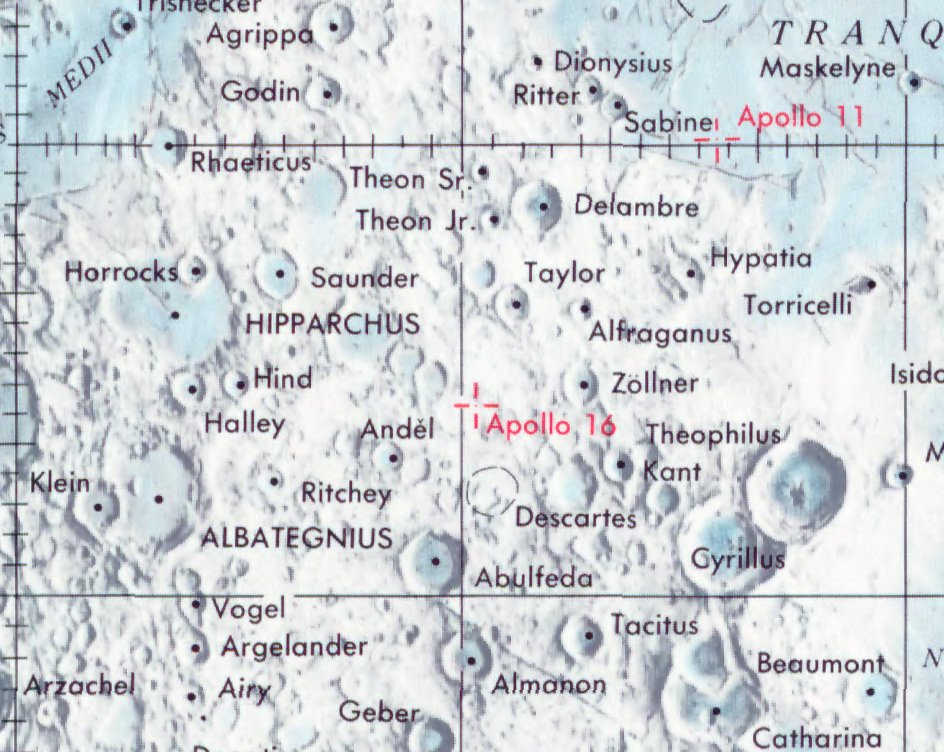
Localització del lloc d'allunatge de l'Apol·lo 16

Kiva és un petit cràter lunar pertanyent a les Terres Altes de Descartes, visitat pels astronautes de l'Apol·lo 16. El nom del cràter va ser adoptat formalment per la Unió Astronòmica Internacional en 1973. El seu diàmetre és una mica més petit que el de North Ray.

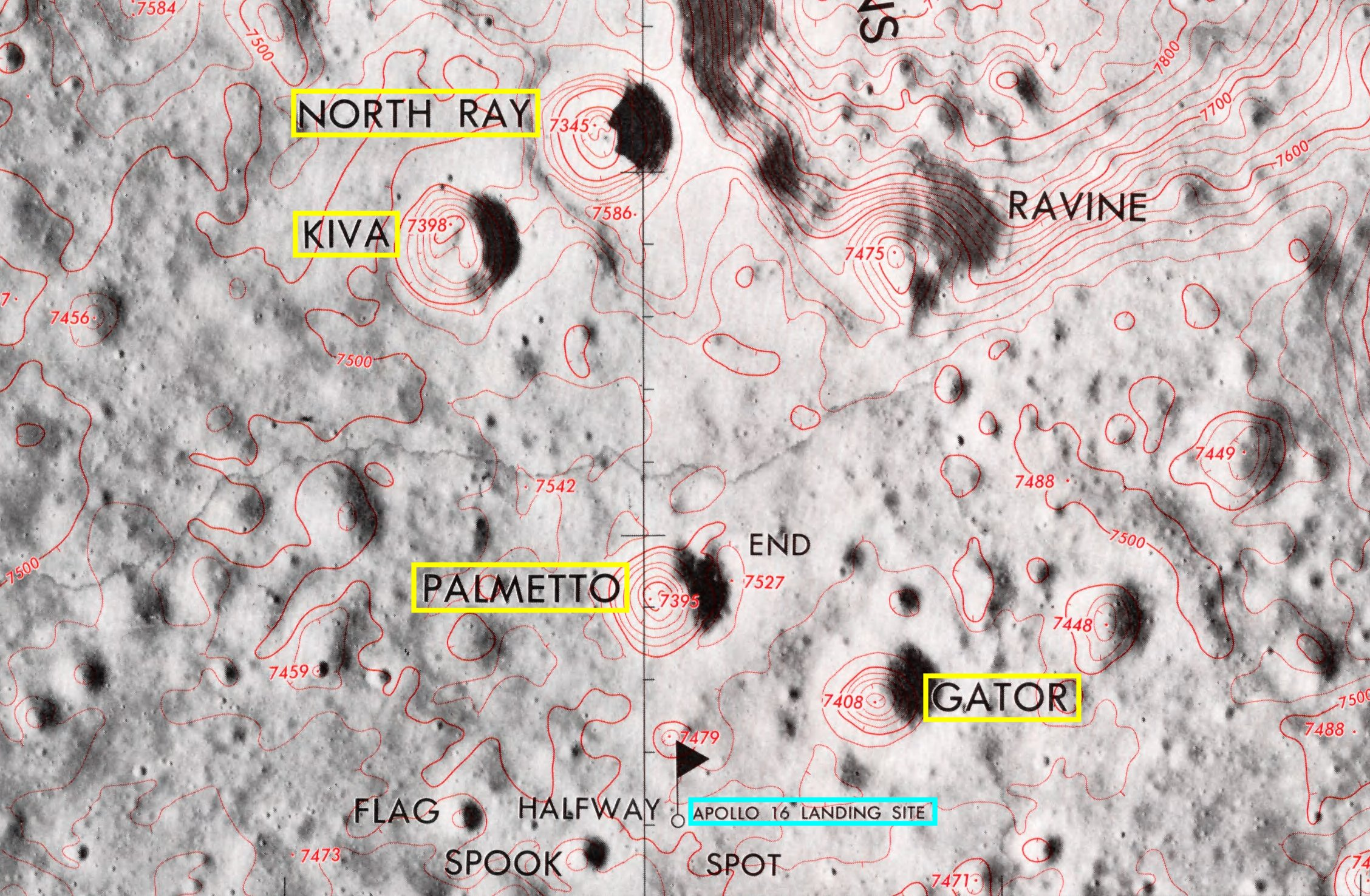
Entorn de Kiva, localitzat al centre del quadrant superior esquerre de la imatge (Lunar Topophotomap 78D2S1)

El mòdul lunar Orion de l'Apol·lo 16 va allunar entre els cràters North Ray i South Ray el 21 d'abril de 1972. Els astronautes John Young i Charles M. Duke van explorar l'àrea entre els cràters en el transcurs de tres EVAs utilitzant un Lunar Roving Vehicle o rover. Van visitar North Ray en l'EVA 3, on van situar l'Estació 11, a uns 4.4 quilòmetres al nord del lloc d'allunatge. En el camí, van recórrer la vora del cràter de grandària similar però més antic Palmetto, que està aproximadament a 5 km al sud de Kiva.

## Denominació
El nom del cràter va ser adoptat formalment per la UAI en 1973, i té el seu origen en les denominacions topogràfiques utilitzades en la fulla a escala 1/50.000 de la Lunar Topophotomap amb la referència "78D2S1 Apollo 16 Landing Area".

### Altres referències
- (WGPSN), IAU Working Group for Planetary System Nomenclature. «Gazetteer of Planetary Nomenclature. 1:1 Million-Scale Maps of the Moon» (en anglès).  UAI / USGS, 13-02-2013. [Consulta: 6 abril 2016].
- Andersson, L. E.; Whitaker, E. A.,. NASA Catalogue of Lunar Nomenclature (en anglès).  NASA RP-1097, 1982.
- Blue, Jennifer. «Gazetteer of Planetary Nomenclature» (en anglès).  USGS, 25-07-2007. [Consulta: 2 gener 2012].
- Bussey, B.; Spudis, P.. The Clementine Atlas of the Moon (en anglès).  Nueva York: Cambridge University Press, 2004. ISBN 0-521-81528-2.
- Cocks, Elijah E.; Cocks, Josiah C.. Who's Who on the Moon: A Biographical Dictionary of Lunar Nomenclature (en anglès).  Tudor Publishers, 1995. ISBN 0-936389-27-3.
- McDowell, Jonathan. «Lunar Nomenclature» (en anglès).   Jonathan's Space Report, 15-07-2007. [Consulta: 2 gener 2012].
- Menzel, D. H.; Minnaert, M.; Levin, B.; Dollfus, A.; Bell, B. «Report on Lunar Nomenclature by The Working Group of Commission 17 of the IAU» (en anglès). Space Science Reviews, 12, 1971, pàg. 136.
- Moore, Patrick. On the Moon (en anglès).  Sterling Publishing Co, 2001. ISBN 0-304-35469-4.
- Price, Fred W. The Moon Observer's Handbook (en anglès).  Cambridge University Press, 1988. ISBN 0521335000.
- Rükl, Antonín. Atlas of the Moon (en anglès).  Kalmbach Books, 1990. ISBN 0-913135-17-8.
- Webb, Rev. T. W.. Celestial Objects for Common Telescopes, 6ª edición revisada (en anglès).  Dover, 1962. ISBN 0-486-20917-2.
- Whitaker, Ewen A. Mapping and Naming the Moon (en anglès).  Cambridge University Press, 2003. 978-0-521-54414-6.
- Wlasuk, Peter T. Observing the Moon (en anglès).  Springer, 2000. ISBN 1-85233-193-3.